# Neochauliodes simplex
Neochauliodes simplex är en insektsart som först beskrevs av Walker 1853.  Neochauliodes simplex ingår i släktet Neochauliodes och familjen Corydalidae. Inga underarter finns listade i Catalogue of Life.